# Paria (półwysep)
Paria – półwysep w północno-wschodniej Wenezueli, oddziela zatokę Paria od Morza Karaibskiego.
Na półwyspie rosną kserofilne krzewy oraz wiecznie zielone lasy. Uprawia się tutaj kakaowce oraz kawowce.
Na półwyspie znajduje się Park Narodowy Península de Paria.
Dane liczbowe:
- długość: 120 km,
- szerokość: 5–23 km,
- max. wysokość: 1254 m n.p.m.

Główne miasta:
- Güiria